# Love Don't Let Me Go (Walking Away)
«Love Don't Let Me Go (Walking Away)» es un sencillo compuesto por dos canciones: la versión remix de Tocadisco de la canción "Walking Away" de la banda británica The Egg y "Love Don't Let Me Go", una canción editada originalmente en el año 2002, perteneciente al DJ francés David Guetta.
Fue lanzado como sencillo el 14 de agosto de 2006 y fue incluido en Pop Life, el segundo álbum de estudio de David Guetta, editado en el año 2007.
La canción se ubicó en el top-ten de las listas musicales de varios países como Francia, Hungría, Italia, España, Reino Unido y Grecia. El sencillo apareció en un comercial del auto Citroën C4.

## Video musical
El video fue dirigido por Marcus Adams. Es coreografiado con todo el breakdance y el parkour con un aspecto cómico. El clip comienza con dos jóvenes jugando al baloncesto, mientras que dos mujeres pasan caminando. Una de ella mira a los jóvenes y se enamoran. Caminan hasta la jaula entre ellos y cuando sus manos se tocan comienzan a bailar intensamente. Siguen bailando con energía y de forma espontánea hasta tocar a la otra persona, momento en el que la "energía" se trasladó a ellos y esa persona comienza a bailar mientras que dejó de tocar a la otra persona.

## Listado de canciones
| CD, Maxi-sencillo |                                                                                                 |          |  |
| N.º               | Título                                                                                          | Duración |  |
| 1.                | «Love Don't Let Me Go (Walking Away)» (UK Radio Edit)                                           | 3:13     |  |
| 2.                | «Love Don't Let Me Go (Walking Away)» (Famous Radio Edit)                                       | 3:08     |  |
| 3.                | «Love Don't Let Me Go (Walking Away)» (David Guetta & Joachim Garraud's F*** Me I'm Famous Mix) | 6:23     |  |
| 4.                | «Love Don't Let Me Go (Walking Away)» (Joe T. Vannelli Remix)                                   | 8:04     |  |
| 5.                | «The Egg – Walking Away» (Tocadisco's Acid Walk Mix)                                            | 6:53     |  |

## Posicionamiento
| Listas (2006)            | Mejor posición |
| ------------------------ | -------------- |
| Australian Singles Chart | 32             |
| Austrian Singles Chart   | 75             |
| Belgian Singles Chart    | 42             |
| Finnish Singles Chart    | 13             |
| French Singles Chart     | 4              |
| German Singles Chart     | 50             |
| Hungría (Rádiós Top 40)  | 2              |
| Irish Singles Chart      | 12             |
| Italian Singles Chart    | 9              |
| Spanish Singles Chart    | 3              |
| Swiss Singles Chart      | 18             |
| Swedish Singles Chart    | 23             |
| UK Dance Chart           | 1              |
| UK Singles Chart         | 3              |
| Greek Singles Chart      | 4              |